# Cecropioideae
Cecropioideae je biljna potporodica, dio porodice Urticaceae. Sastoji se od 8 rodova, od kojih je tipični cekropija (Cecropia).

## Rodovi
1. Leucosyke Zoll. & Moritzi (31 spp.)
2. Maoutia Wedd. (9 spp.)
3. Gibbsia Rendle (2 spp.)
4. Coussapoa Aubl. (49 spp.)
5. Myrianthus P. Beauv. (8 spp.)
6. Cecropia Loefl. (62 spp.)
7. Pourouma Aubl. (31 spp.)
8. Musanga R. Br. (2 spp.)